# 颱風愛娜斯 (1984年)
颱風愛娜斯（菲律賓大氣地球物理和天文管理局：Undang）為1984年太平洋颱風季的熱帶氣旋之一。愛娜斯在菲律賓和越南造成嚴重災害。